# Entwerter
Ein Entwerter (auch Fahrkartenentwerter oder Fahrscheinentwerter) ist eine elektronische oder mechanische Anlage, die dazu dient, Fahrkarten, Bahnsteigkarten oder andere Zutrittskarten zu markieren, um damit den Zeitpunkt ihrer Nutzung zu dokumentieren oder zumindest eine weitere Verwendung zu verhindern. Die erneute Verwendung kann beispielsweise mittels einer Vereinzelungsanlage verhindert werden.

## Geschichte
Die Entwertung kann auf unterschiedliche Weise erfolgen:
- Durch Lochung der Fahrkarte an einer dafür vorgesehenen Stelle beispielsweise durch eine Schaffnerzange.
- Durch das Wegstanzen eines zeilenhohen Stücks der stufenförmigen Kante links am Karton. So kann beim nächsten Einführen die folgende Zeile bestempelt werden.
- Auf einem Magnetstreifen ähnlich einer Kreditkarte wird die Benutzung der Fahrkarte kodiert.
- Aufdruck eines Codes, meist bestehend aus Datum, Uhrzeit, Gerätenummer und Standort (Tarifzone), oft in Verbindung mit elektronischer oder mechanischer Variante.

Verwendung finden Entwerter vor allem im öffentlichen Personennahverkehr und – so in Frankreich, Italien oder in der Schweiz – im Schienenpersonenfernverkehr, aber auch auf Jahrmärkten, Skianlagen und anderen öffentlich zugänglichen Einrichtungen mit gebührenpflichtiger Nutzung. Sie können entweder stationär an Haltestellen oder Bahnhöfen, oder mobil im Fahrzeug angebracht sein. Besonders zur Zeit ihrer Einführung in den 1960er- und 1970er-Jahren wurden sie in Deutschland auch eiserne Schaffner genannt, wenngleich dieser Begriff auch für Fahrkartenautomaten verwendet wird.
Zugbegleitpersonal kennzeichnet die Fahrkarten meist mit einer Entwerterzange, die früher nur ein Loch in die Fahrkarte stanzte. Moderne Entwerterzangen versehen die Karten mit einem Stempelaufdruck, der verschiedene Angaben, wie Datum, Uhrzeit, Nummer des Zuges, der Zange und Ähnliches enthalten kann.

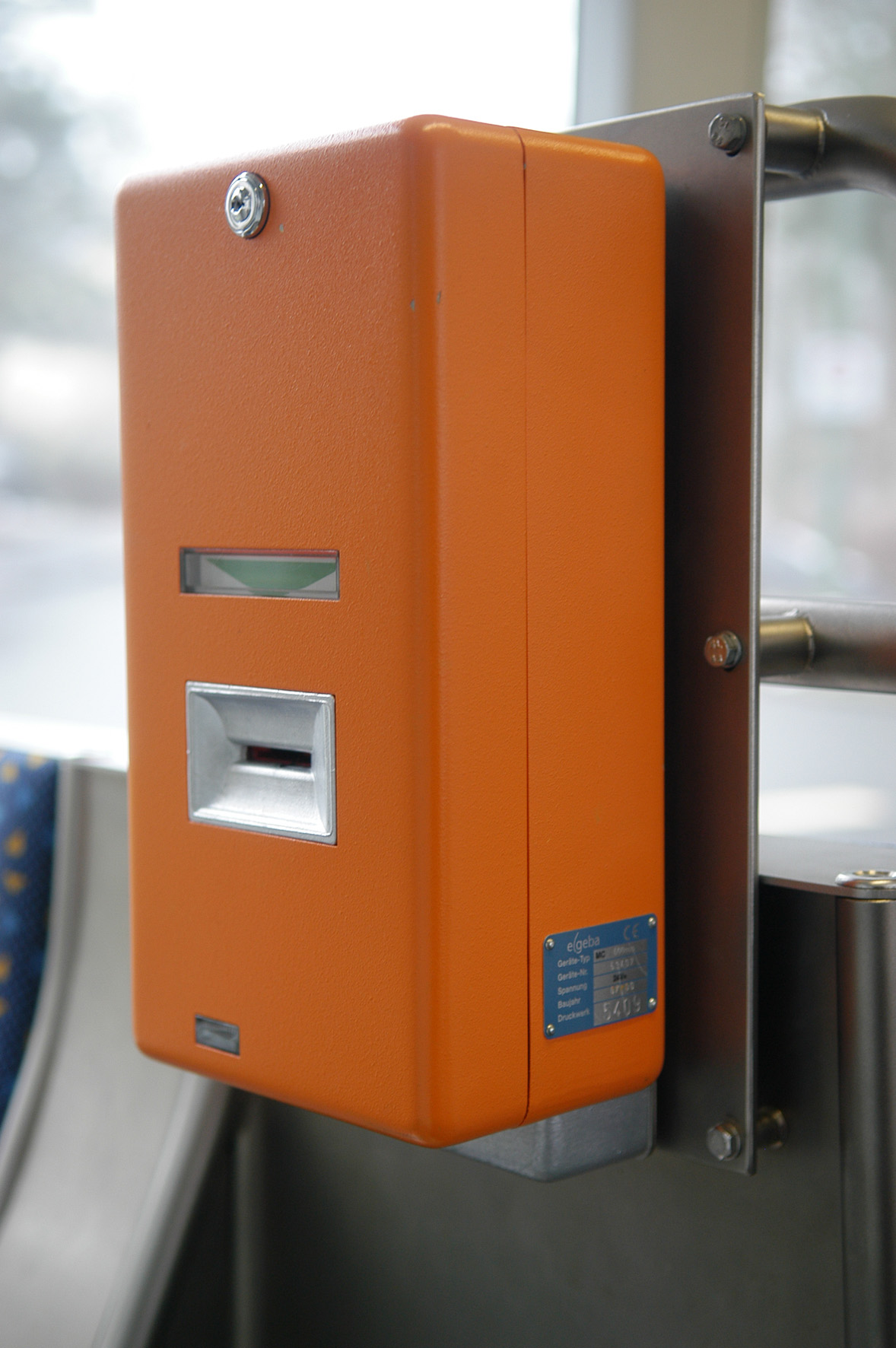
Mobiler Entwerter des Herstellers Elgeba bei der Straßenbahn Kassel
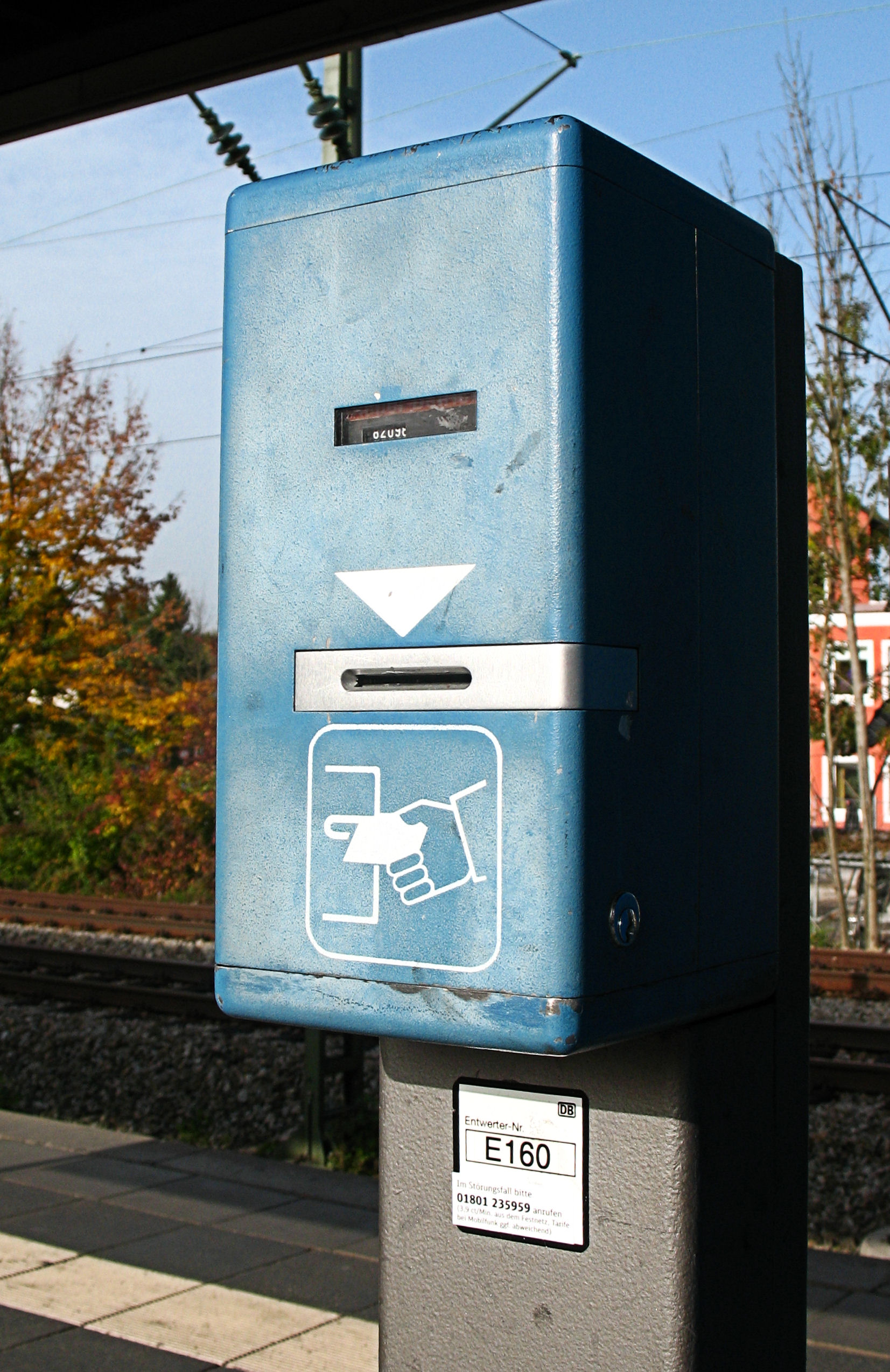
Stationärer Entwerter des Herstellers Klüssendorf bei der S-Bahn München
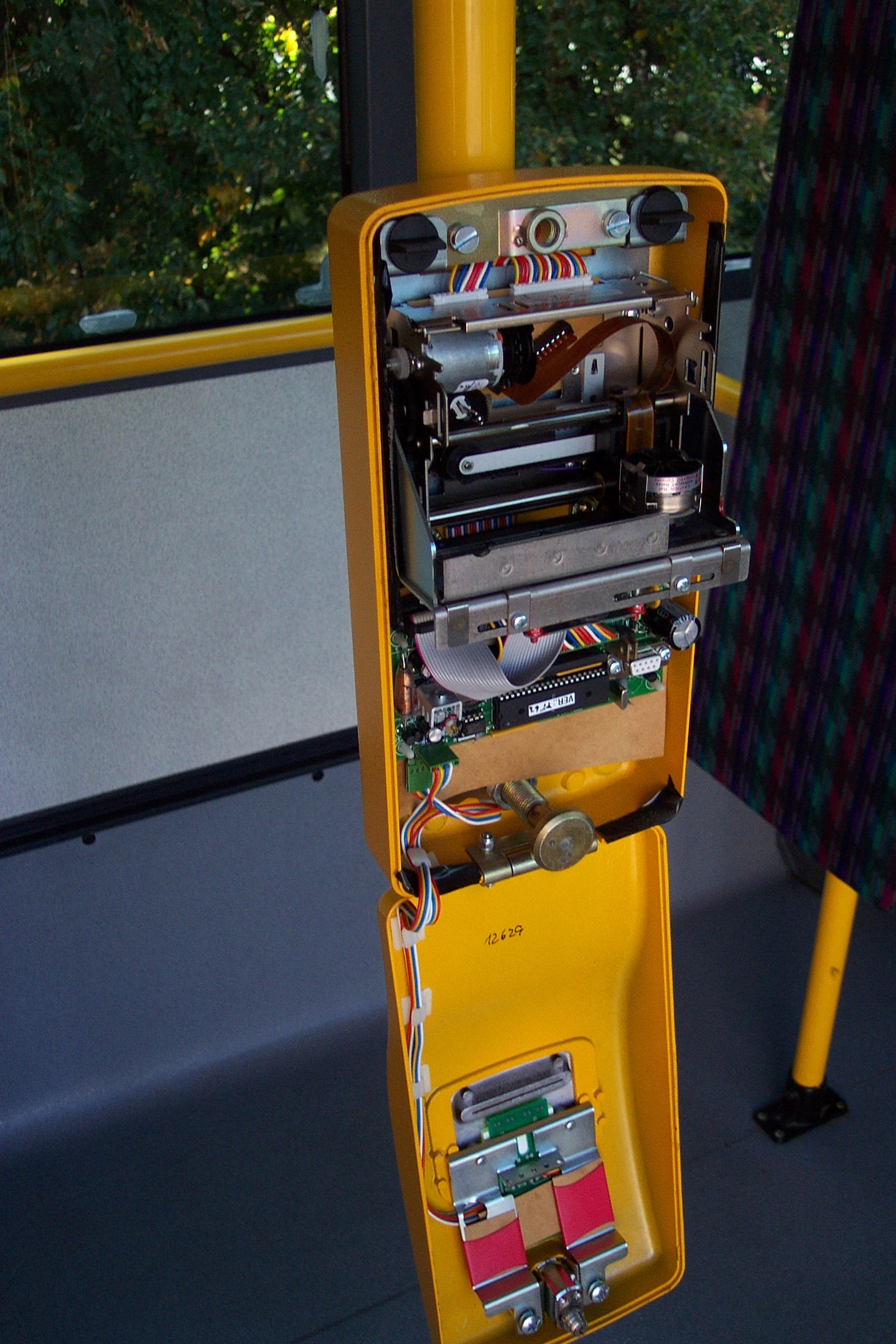
Innenleben eines Entwerters aus Prag
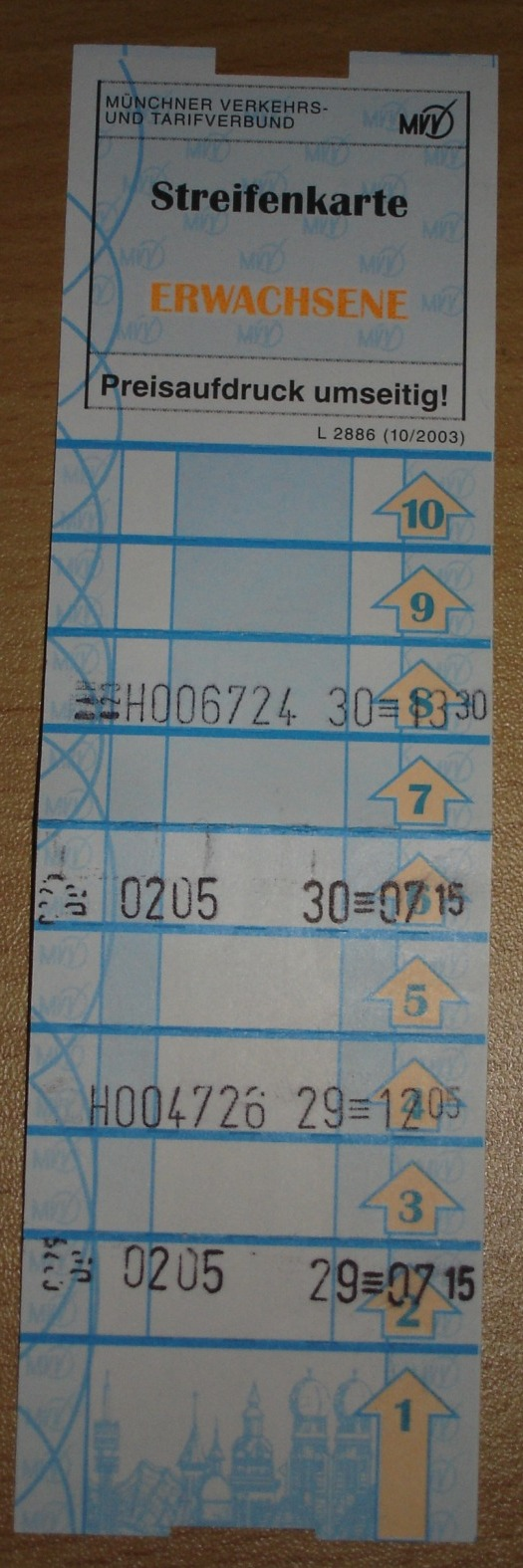
Streifenkarte des MVV mit Entwertungsaufdrucken
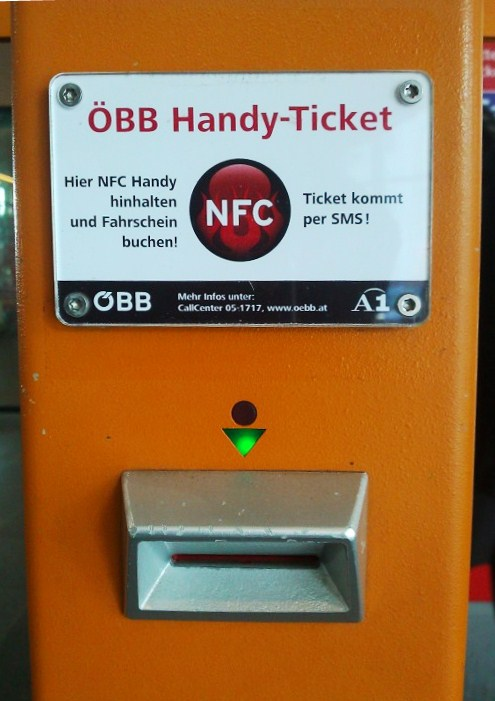
Entwerter der Österreichischen Bundesbahnen, wo man auch per NFC-Technologie das sogenannte Handy-Ticket kaufen kann.
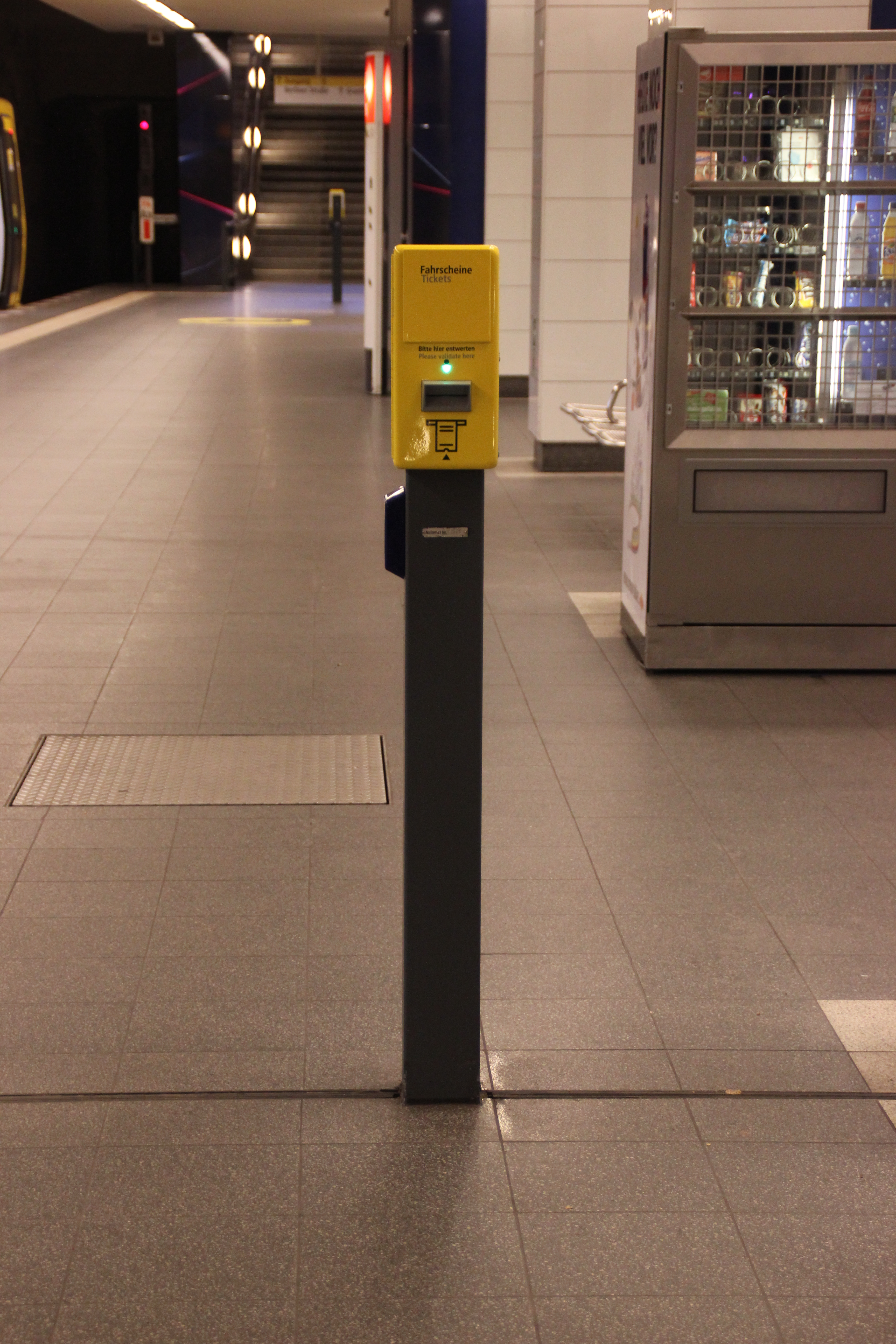
Entwerter der Berliner Verkehrsbetriebe in seiner typischen gelben Farbgebung
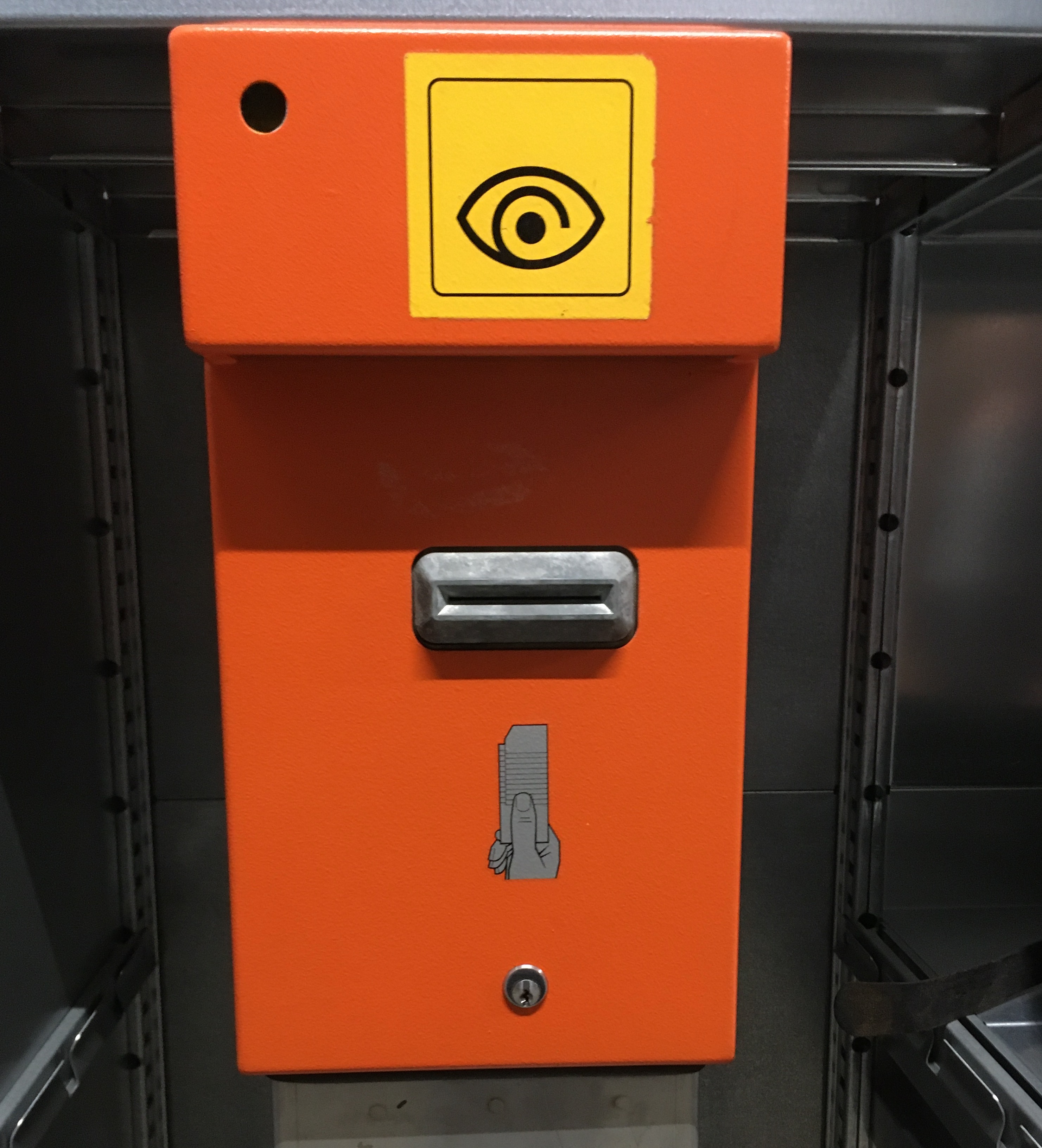
Entwerter in der Schweiz aus dem Archiv SBB Historic
- historischer Entwerter der Schweiz Audio
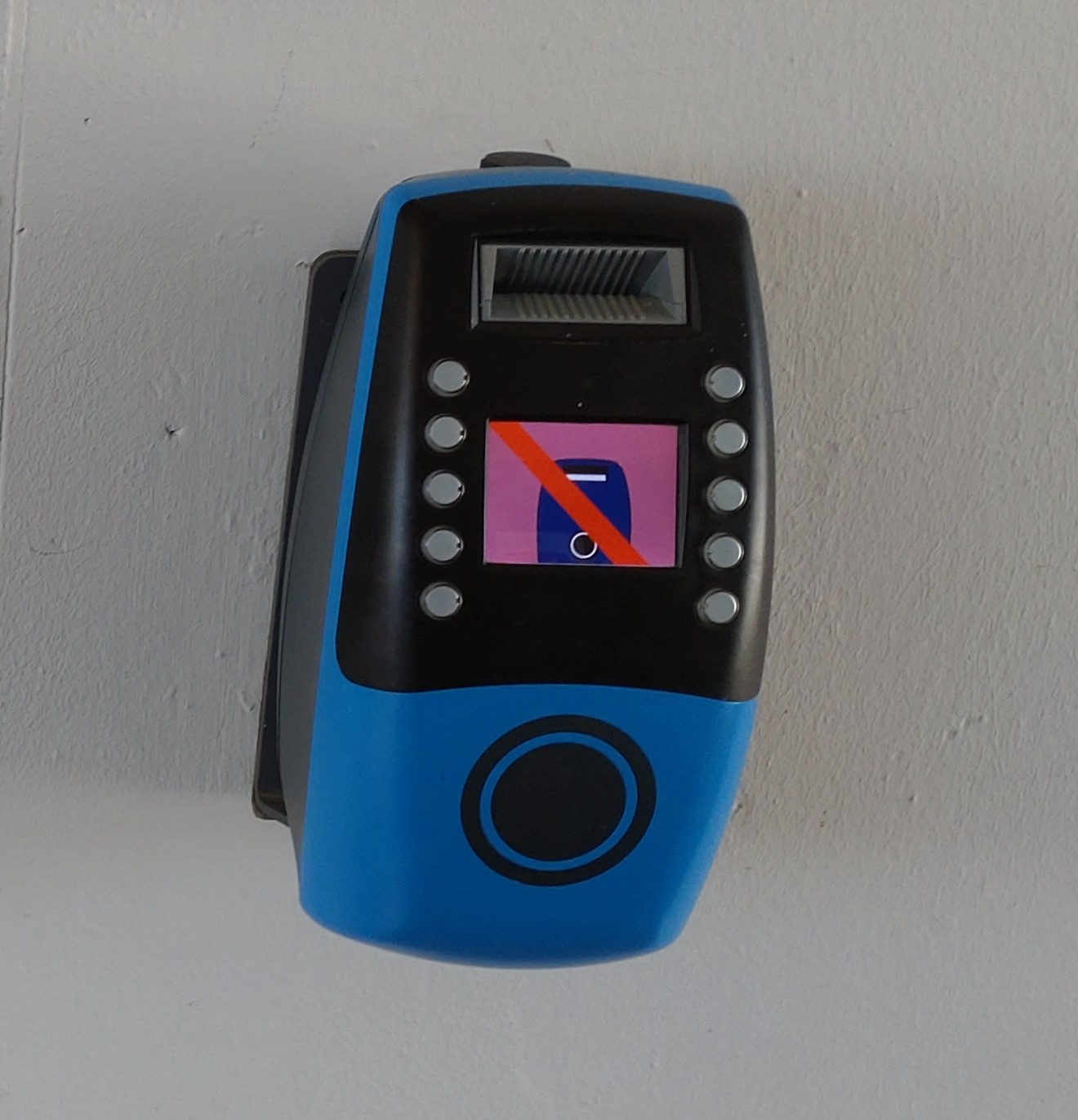
Blauer Entwerter des Südtiroler Verkehrsverbundes, unterstützt Magnetstreifenkarten und NFC-Karten

## Lochentwerter
Eine Sonderform mechanischer Entwerter sind die sogenannten Lochentwerter, die wesentlich einfacher zu warten sind als Stempelentwerter beziehungsweise Druckentwerter, und vor allem keine Stromversorgung benötigen. Sie sind beziehungsweise waren überwiegend in den ehemals sozialistisch regierten Staaten Mittelosteuropas anzutreffen. In der DDR ersetzten sie die zunächst für den schaffnerlosen Betrieb eingesetzten Zahlboxen. Der Vertrieb der Fahrscheine wurde damit aus den Fahrzeugen heraus in örtliche Verkaufsstellen verlagert. Vor der Nutzung der Verkehrsmittel mussten meist Sammelkarten außerhalb erworben werden. Nur in Städten mit hohem Touristenanteil, beispielsweise in Ost-Berlin, blieb die Zahlbox als Verkaufsgerät erhalten.
Bei dem einem Locher ähnlichen Prinzip werden mehrere Metallstifte durch die Fahrkarte gedrückt. Oft erfolgte dies manuell, indem der Fahrgast einen Knopf drücken oder einen Hebel betätigen muss. Modernere Geräte lochen hingegen bereits automatisch, das heißt elektrisch. Auf dem Fahrschein befindet sich teilweise das dazu passende Muster mit nummerierten Feldern, jedem Wagen ist dabei eine bestimmte Zahlenkombination zugeordnet. Dabei kann es vorkommen, dass im Triebwagen ein anderes Lochmuster gestempelt wird als im Beiwagen. Bei Verkehrsbetrieben mit hohem Fahrzeugbestand wiederholen sich die Muster aber in mehreren Wagen, da nur eine entsprechende Anzahl an Kombinationen möglich ist. Hierbei entwickelten sich im Rat für gegenseitige Wirtschaftshilfe (RGW) zwei Standardmuster heraus:
- in der DDR, der Sowjetunion und der Tschechoslowakei: zwölf Felder (zwei mal sechs in rechteckiger Anordnung) mit vier Lochungen
- in Bulgarien, Jugoslawien, Polen, Rumänien und Ungarn: neun Felder (drei mal drei in quadratischer Anordnung) mit drei Lochungen, hierbei sind 511 verschiedene Kombinationen möglich

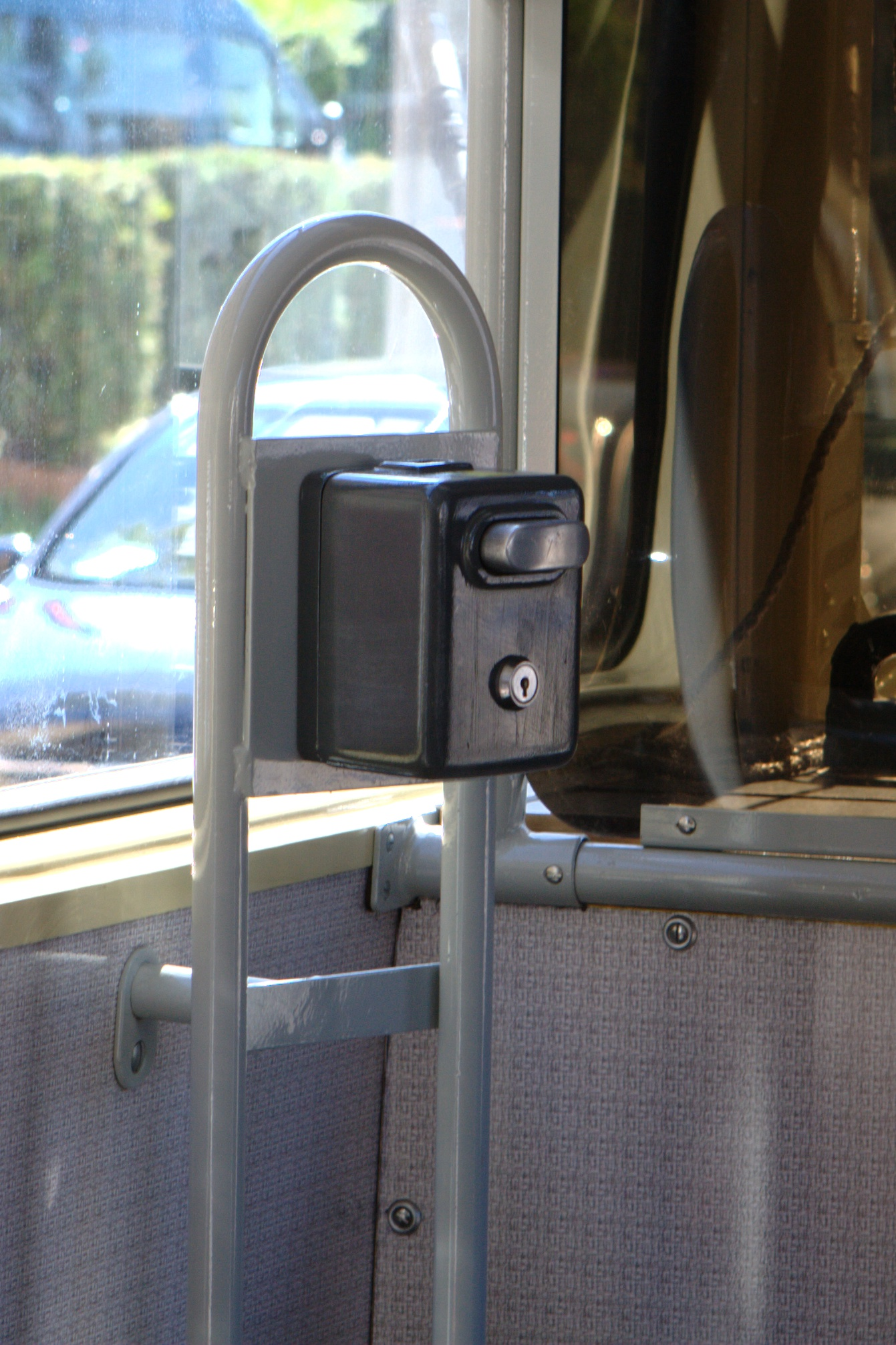
Typischer mechanischer Lochentwerter aus der DDR
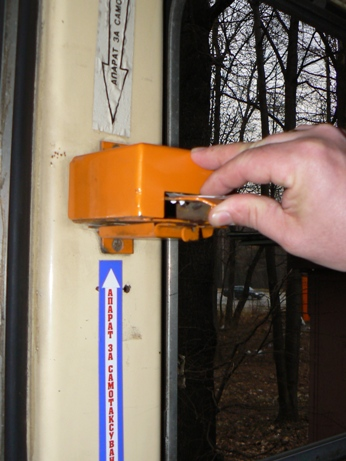
Sofia: Lochentwerter mit manueller Entwertung, waagrechte Einführung
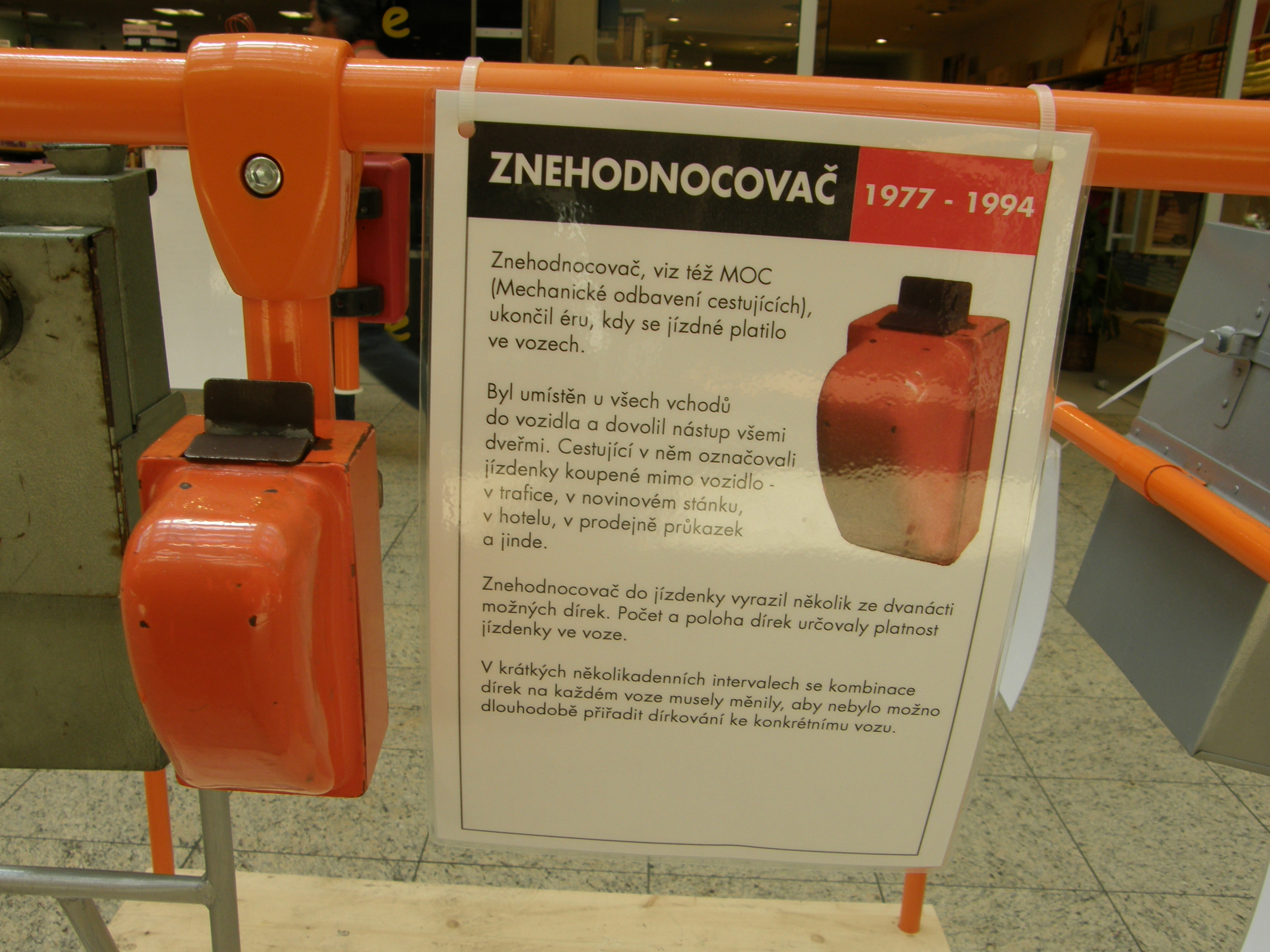
Tschechischer Lochentwerter mit manueller Entwertung, senkrechte Einführung
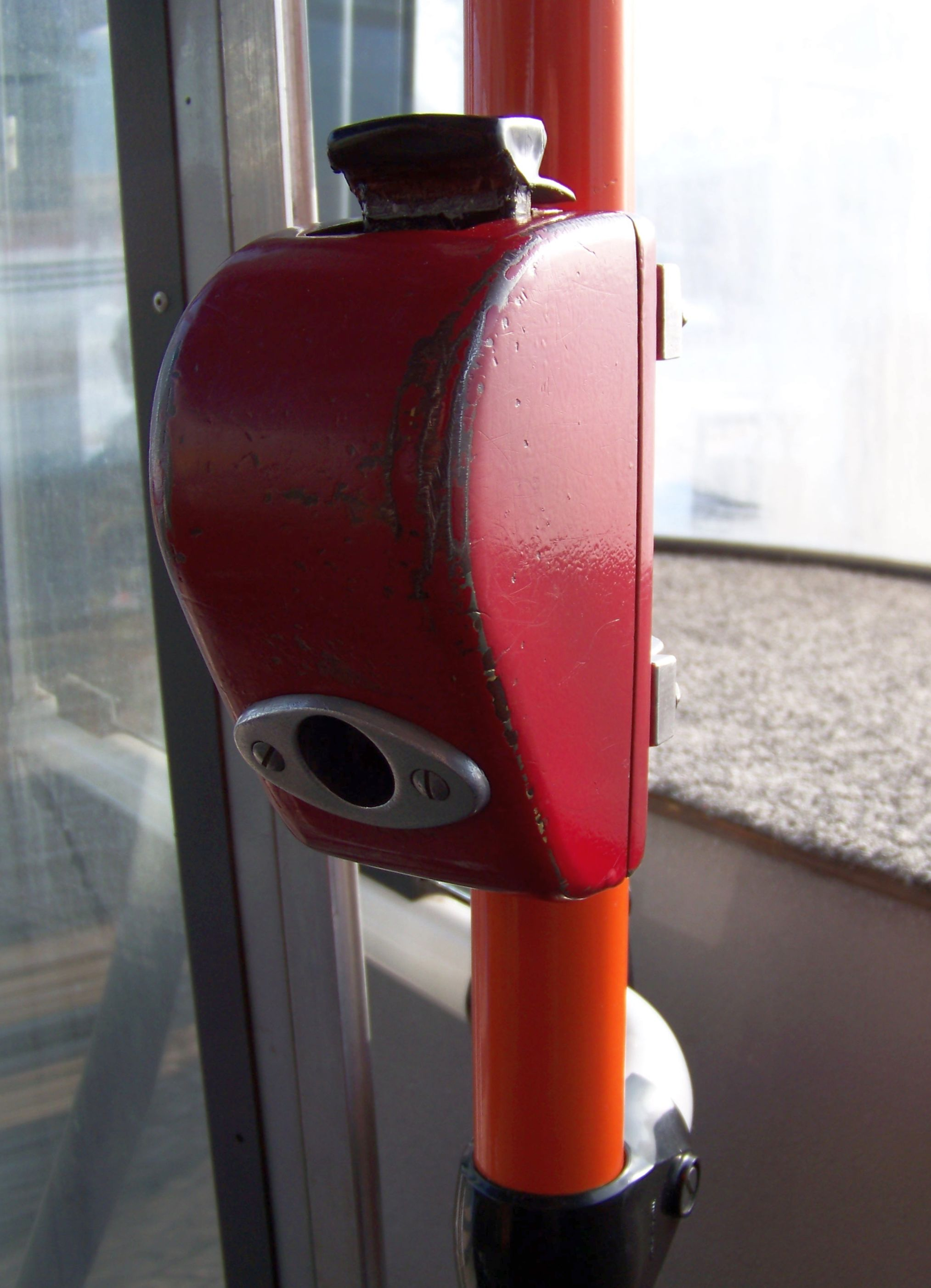
Tschechischer Lochentwerter mit Druckknopf für manuelle Betätigung

Bei einer Fahrkartenkontrolle locht das Prüfpersonal zunächst probehalber selbst ein Papier, das dabei entstandene Lochmuster wird anschließend mit den Mustern auf den Fahrausweisen der Passagiere verglichen. Die Zahlenkombination wird dabei von Zeit zu Zeit geändert, in der Regel beim nächtlichen Aufenthalt im Depot, seltener auch tagsüber an Endhaltestellen. Theoretisch kann mit einer entwerteten Lochfahrkarte ein bestimmter Wagen über mehrere Tage hinweg beliebig oft benutzt werden, bis dessen Lochcode geändert wird.
Voraussetzung für die Verwendung von Lochentwertern ist ein einfaches Tarifsystem, das bei Einzelfahrten keine Umstiege gestattet. Eine Ausnahme stellte die Straßenbahn Frankfurt an der Oder dar, dort gab es auch Lochentwerter-Umsteigefahrscheine, bei denen nach dem Umsteigen ein zweites Feld gelocht werden musste.
Während die Lochmuster üblicherweise nicht in einem systematischen Zusammenhang zu Fahrzeugnummern, Linie oder Datum stehen, wurden in Magdeburg bei den bis Anfang der 1990er Jahre verwendeten Lochentwertern auf einem 4x5-Lochmuster die Liniennummer und (eingeschränkt) das Datum binär kodiert abgebildet. In Magdeburg galten die Fahrscheine auch für Umstiege.

Neun-Felder-Einzelfahrkarte aus Belgrad, gelocht sind die Felder 2, 3 und 6
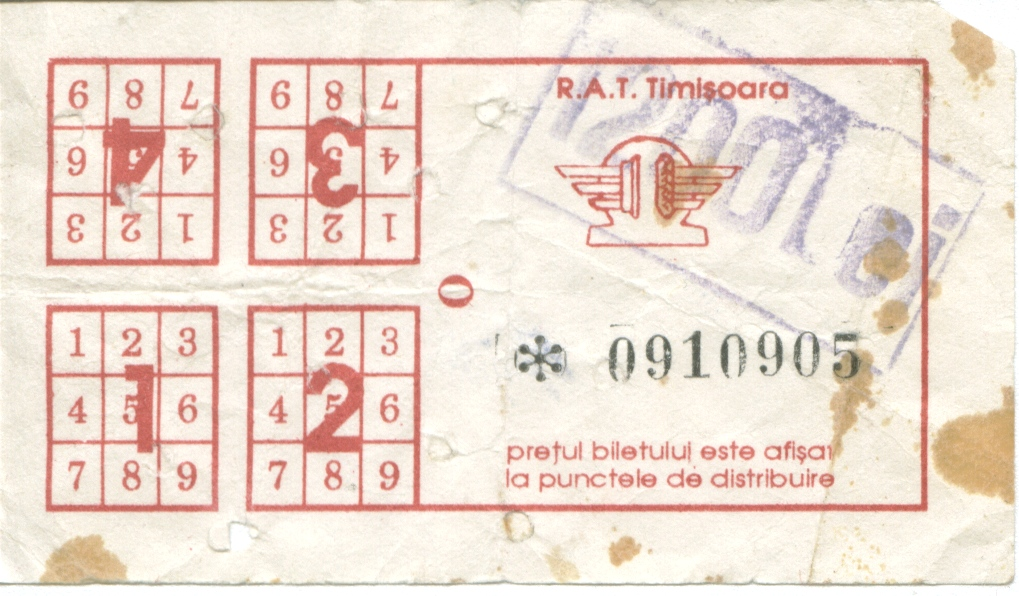
Neun-Felder-Mehrfahrtenkarte der Regia Autonomă de Transport Timișoara aus Rumänien, 1994
Zwölf-Felder-Einzelfahrkarte aus Brünn, gelocht sind die Felder 1, 8, 9 und 12